# Koos van den Berg
Pour les articles homonymes, voir Van den Berg.
Jacobus Teunis van den Berg, dit Koos van den Berg, né le 18 septembre 1942 à La Haye et mort le 21 avril 2020 à Nunspeet, est un homme politique néerlandais.

## Biographie
Koos van den Berg obtient un doctorat de droit de la gestion de l'eau. 
Il devient fonctionnaire de la province d'Overijssel, de 1971 au 1er février 198, à divers postes d'encadrement dans le domaine de l'aménagement du territoire, de l'organisation administrative et de la gestion de l'eau et de l'environnement.
En tant que membre de la Chambre des représentants du SGP, il a également été impliqué, entre autres, dans l'administration nationale, la défense, les affaires étrangères et le logement public. Avant d'entrer dans la chambre, il était employé par la province d'Overijssel. Député employé et estimé avec une grande conscience historique. Membre de l'une des confessions réformées les plus orthodoxes.
Il devient ensuite greffier adjoint de la province d'Overijssel à Zwolle, du 1er février 1982 à juin 1986, avant de devenir député.
Membre du Parti politique réformé, un parti calviniste orthodoxe aux positions très conservatrices, il siège comme député de 1986 à 2002.
Il meurt de la maladie à coronavirus.